# Paratrochammina
Paratrochammina es un género de foraminífero bentónico de la subfamilia Trochammininae, de la familia Trochamminidae, de la superfamilia Trochamminoidea, del suborden Trochamminina, y del orden Trochamminida. Su especie tipo es Paratrochammina madeirae. Su rango cronoestratigráfico abarca el Holoceno.

## Discusión
Clasificaciones previas incluían Paratrochammina en el suborden Textulariina del orden Textulariida. Otras clasificaciones lo han incluido en el orden Lituolida.

## Clasificación
Paratrochammina incluye a las siguientes especies:
- Paratrochammina bartrami
- Paratrochammina bermudaensis
- Paratrochammina clossi
- Paratrochammina echolsi
- Paratrochammina globorotaliformis
- Paratrochammina guaratibaensis, también aceptado como Lepidoparatrochammina guaratibaensis
- Paratrochammina harti
- Paratrochammina madeirae
- Paratrochammina minutissima
- Paratrochammina pseudotricamerata
- Paratrochammina scotiaensis
- Paratrochammina simplissima
- Paratrochammina stoeni
  - Paratrochammina stoeni nadiensis
- Paratrochammina tricamerata
- Paratrochammina wrighti
- Paratrochammina zhongshaensis

Otras especies consideradas en Paratrochammina son:
- Paratrochammina challengeri, considerado sinónimo posterior de Ammoglobigerina globigeriniformis
- Paratrochammina haynesi, aceptado como Lepidoparatrochammina haynesi

En Paratrochammina se han considerado los siguientes subgéneros:
- Paratrochammina (Lepidoparatrochammina), aceptado como género Lepidoparatrochammina
- Paratrochammina (Portatrochammina), aceptado como género Portatrochammina